# Socialisme et démocratie
Voir Démocratie et Socialisme pour la revue d'un courant de la Ligue communiste révolutionnaire qui a rejoint le Parti socialiste en 1994, animée par Gérard Filoche.
Socialisme et démocratie est un courant socialiste, réformiste du Parti socialiste français. Formé en 2001, il rassemblait à l'origine les anciens courants rocardiens et jospinistes. 
Proche de Dominique Strauss-Kahn après 2002, le courant s'est divisé entre ses deux lieutenants lors du Congrès de Reims en 2008. Son aile gauche portée par Jean-Christophe Cambadélis rejoint le Pôle des Reconstructeurs avec les partisans de Martine Aubry, de Laurent Fabius et d'Arnaud Montebourg alors que son aile droite forme le mouvement « Besoin de gauche » autour de Pierre Moscovici.

## Historique

### Création en 2001
Historiquement, il rassemble principalement les anciens courants rocardiens et jospinistes. Il a été formé en 2001 à la suite du congrès de Grenoble, après que ces deux courants eurent jugé utile de créer un courant réformiste qui accompagnerait l'action de Lionel Jospin alors premier ministre du gouvernement de la Gauche plurielle. Les jospinistes (Dominique Strauss-Khan, Pierre Moscovici, Jean-Christophe Cambadélis, Claude Allègre) n'avaient jamais été structurés comme tels. Quant aux rocardiens, ils n'étaient plus animés par Michel Rocard à partir de 1994, mais ils avaient continué autour de Jean-Paul Huchon et Alain Bergounioux dans l'Action pour le renouveau socialiste (ARS) fondée en février 1996. La volonté des animateurs de Socialisme et démocratie était alors de porter dans le PS et dans la société les débats qui précéderaient les réformes de Lionel Jospin.

### Le courant strauss-kahnien (2002-2007)
Après 2002, le courant Socialisme & démocratie a tiré les conclusions du second tour de l'élection présidentielle du 21 avril en posant que la priorité du PS était de renforcer son cours réformiste. Le courant s'est alors restructuré autour de Dominique Strauss-Kahn et une équipe d'animation composée de Jean-Christophe Cambadélis, Alain Bergounioux, Pierre Moscovici, Michel Destot, Catherine Trautmann, Alain Richard et Marisol Touraine. On y retrouve également Michel Sapin, Jean-Paul Huchon, Jean-Marie Le Guen, Catherine Guy-Quint ou Claude Évin.
Après avoir milité en faveur de la candidature à la présidentielle de Dominique Strauss-Kahn contre celle de Ségolène Royal ou de Laurent Fabius en octobre et novembre 2006, les militants de Socialisme et démocratie feront campagne pour la candidate désignée par le Parti socialiste Ségolène Royal, en affirmant leur sensibilité sociale-démocrate.
Après la défaite du printemps 2007, le courant Socialisme et Démocratie, toujours autour de Dominique Strauss-Kahn, participe à la démarche de rénovation du Parti socialiste avec l'adoption d'un « Manifeste pour un socialisme nouveau » lors de l'université d'été de La Rochelle en août 2007.

### Congrès de Reims et éclatement (2008)
Après le départ de Dominique Strauss-Kahn au poste de directeur général du Fonds monétaire international aux États-Unis, le courant devient, à l'automne 2007, orphelin de son principal animateur. Sous la houlette de Jean-Christophe Cambadélis, Michel Destot et de Pierre Moscovici, le courant Socialisme et démocratie continue tout de même de fonctionner.
Réuni le 18 mai 2008 à Paris, le courant décide de présenter une contribution autonome dans la perspective du Congrès de Reims. En choisissant Pierre Moscovici pour premier signataire, il décide d'ouvrir la porte, selon leurs souhaits, aux amis d'Arnaud Montebourg - réunis depuis fin 2005 au sein du courant « Rénover maintenant », situé à la gauche du parti avant de se rallier à l'équipe de campagne de Ségolène Royal.
Toutefois, le congrès semble s'orienter vers une duel entre Bertrand Delanoë soutenu par la direction sortante, et Ségolène Royal l'ancienne candidate à l'élection présidentielle. Jean-Christophe Cambadélis tente alors un rapprochement avec les courants de Laurent Fabius, de Martine Aubry et de l'aile gauche du PS, pour former une « troisième voie ». Opposé à une alliance avec les Fabusiens, Pierre Moscovici préfère se rapprocher des « barons locaux » comme Gérard Collomb, Jean-Noël Guérini ou Manuel Valls, réunis au sein de la contribution « la Ligne claire ».
Finalement, le courant implose lors de la présentation des motions. Jean-Christophe Cambadélis forme le Pôle des Reconstructeurs avec Martine Aubry, Laurent Fabius et Arnaud Montebourg et présentent la motion « Changer à gauche pour changer la France ». Pierre Moscovici qui n'a pas réussi à fédérer autour de lui, retire sa candidature et rejoint la motion « Clarté, courage, créativité » de Bertrand Delanoë à l'instar d'autres strauss-kahniens comme Michel Destot, Alain Richard, Catherine Tasca ou Alain Bergounioux qui formeront l'association « Inventer à gauche » à l'issue du congrès. Pierre Moscovici quant à lui, lancera le mouvement « Besoin de gauche » pour représenter la sensibilité social-démocrate au sein du PS.

## Idéologie
Les thèses de Socialisme et démocratie sont résolument européistes au sens où désormais, la rénovation de la gauche passe, selon eux, par l'Europe. D'où des liens très étroits avec la social-démocratie européenne et notamment Poul Nyrup Rasmussen, Massimo D'Alema, Georges Papandreou ou encore Denis MacShane.
Ce courant promeut une nouvelle forme de socialisme, qui se déclare plus éthique et plus européen, plus en phase avec la société civile et les syndicats.
Il s'agit de repenser l'État providence en s'attaquant aux inégalités à la racine, là où elles se produisent au lieu d'en corriger les effets. De même, il s'agit de concevoir un État stratège qui assume un rôle économique pour peser sur la production des richesses afin qu'elles soient justement réparties.
Le courant rejette l'épithète de « social-libéralisme » ou de « blairisme » utilisé par ses détracteurs, affirmant lutter contre les « conservatismes de gauche » sans dépouiller la gauche de ses valeurs au nom de la modernité.
Proche du think tank « À gauche en Europe », Socialisme et Démocratie se veut donc « social-démocrate », assumant pleinement sa proximité avec les partis socialistes européens là où les socialistes français récusent parfois le terme, le jugeant parfois trop "à droite".
Le mouvement avait son siège au n°7 rue de La Planche (7e arrondissement de Paris).

## Socialisme et démocratie jeunes (SDJ)
Socialisme et démocratie jeunes (SDJ), est la branche "jeune" de Socialisme et démocratie, présente dans le Mouvement des jeunes socialistes (et au sein de laquelle elle s'appelle Convergences Réformistes), le Parti socialiste et les syndicats étudiants, ce courant est devenu Agir en Jeunes Socialistes (AJS), à la suite du congrès de Grenoble du MJS, en 2009.
Socialisme et démocratie est également proche de la Tendance « refondation syndicale » du syndicat étudiant UNEF.
Plusieurs personnalités proches d'Emmanuel Macron en 2017 sont passées par ce courant durant leur jeunesse, pour la plupart à partir de 2006 à la suite du mouvement contre le CPE puis pour la campagne de Dominique Strauss-Kahn à la désignation du candidat socialiste. On peut y retrouver des anciens proches de Pierre Moscovici (les « Moscos ») implantés sur Paris comme Benjamin Griveaux, Cédric O, Ismaël Emelien, Stanislas Guérini et Sibeth Ndiaye ou d'autres plutôt proches de Jean-Christophe Cambadélis (les « Cambas ») principalement issus de la Faculté de droit de Poitiers avec Stéphane Séjourné, Sacha Houlié, Guillaume Chiche, Pierre Person ou encore Aurélien Taché.
Ils se retrouveront tous en 2016 autour d'Emmanuel Macron alors ministre de l'Économie dont ils seront les artisans de sa première élection en 2017. Ils occuperont alors des postes à responsabilité au sein de l'Elysée, du gouvernement, de l'Assemblée nationale ou du mouvement En Marche !.